# 이스라엘의 로마 가톨릭교회
이스라엘의 로마 가톨릭교회는 이스라엘의 로마 가톨릭교회이다.
현재 이스라엘의 가톨릭 신자 수는 약 107,870명으로 전체 인구의 1.3%에 해당하며, 이 가운데 64,400명은 멜키트 그리스 가톨릭교회 신자이며, 32,200명은 라틴 전례 가톨릭 신자, 11,270명은 마로니트 교회 신자이다.
라틴 전례 교계상 가장 높은 장상은 예루살렘 라틴 총대주교이다.

## 성좌와 이스라엘의 관계
1948년 2월 11일 교황 비오 12세는 교황 소칙서 《Supreme Pastoris》를 발표하면서 팔레스타인과 요르단, 키프로스를 담당하는 교황 사절을 세웠다.
성좌와 이스라엘은 1993년 공식적으로 수교 관계를 맺었다.

## 같이 보기
- 예루살렘 라틴 총대주교